# Ishay Ifraimov
Ishay Ifraimov (hebräisch ישי איפראימוב; * 1. März 1997) ist ein israelischer Leichtathlet, der im Sprint sowie im Weitsprung an den Start geht.

## Sportliche Laufbahn
Erste Erfahrungen bei internationalen Meisterschaften sammelte Ishay Ifraimov im Jahr 2022, als er bei den Balkan-Meisterschaften in Craiova mit der israelischen 4-mal-100-Meter-Staffel in 40,11 s den fünften Platz belegte. Im Jahr darauf wurde er bei der 3. Liga der Team-Europameisterschaft im Rahmen der Europaspiele in Chorzów mit 7,70 m Zweiter, ehe er bei den Balkan-Meisterschaften in Kraljevo mit 7,69 m den fünften Platz belegte. Im August verpasste er bei den World University Games in Chengdu mit 7,42 m den Finaleinzug. 2024 schied er bei den Europameisterschaften in Rom mit 7,35 m in der Qualifikationsrunde aus. Im Jahr darauf wurde er bei der 2. Liga der Team-Europameisterschaft in Maribor mit 7,14 m Zwölfter, ehe er bei den Balkan-Meisterschaften in Volos mit 7,43 m den sechsten Platz belegte.
In den Jahren 2022 und 2023 wurde Ifraimov israelischer Meister im Weitsprung.

## Persönliche Bestleistungen
- 100 Meter: 10,63 s (+1,6 m/s), 11. Juni 2022 in Tel Aviv-Jaffa
- Weitsprung: 7,92 m (−0,1 m/s), 28. Mai 2025 in Athen